# Cantó d'Anòt
El cantó d'Anòt és un cantó francès del departament dels Alps de l'Alta Provença, situat al districte de Castelana. Té 7 municipis i el cap és Anòt.

## Municipis
- Anòt
- Brau
- Lo Fugeiret
- Mealhas
- Sant Beneset
- Ubraia
- Vergons

## Història
| Data d'elecció                           | Identitat      | Partit                               | Qualitat |
| ---------------------------------------- | -------------- | ------------------------------------ | -------- |
| 1961-1979                                | M. Faissole    | PS                                   |          |
| 1979-1992                                | Yves Bono      | Divers droite, després Divers gauche |          |
| 1992-                                    | Jean Ballester | Divers droite                        |          |
| les dades anteriors no són pas conegudes |                |                                      |          |
|                                          |                |                                      |          |

| 1962  | 1968  | 1975  | 1982  | 1990  | 1999  | 2007  |
| ----- | ----- | ----- | ----- | ----- | ----- | ----- |
| 1.428 | 1.604 | 1.473 | 1.632 | 1.715 | 1.666 | 1.802 |